# 정희원
정희원(1994년 5월 17일 ~ )은 한국 프로 농구 서울 삼성 썬더스 소속 농구 선수이다. 2016년 KBL 드래프트에서 2라운드 전체 5순위로 부산 KT 소닉붐에 지명되었다.

## 선수 경력
부산 KT 소닉붐에서2018년 12월 25일에 김우재와 함께 최성모와 트레이드 되어 원주 DB 프로미로 이적하였다. 갓상범 조련으로 성장예정. 김태홍 다운그레이드, 김태술과 트레이드 되어 서울 삼성으로 이적함.

## 출신 학교
- 김해 동광초등학교
- 임호중학교
- 용산고등학교